# Équipe interdisciplinaire de recherche sur l'image satirique
 (mars 2017).
Si vous disposez d'ouvrages ou d'articles de référence ou si vous connaissez des sites web de qualité traitant du thème abordé ici, merci de compléter l'article en donnant les références utiles à sa vérifiabilité et en les liant à la section « Notes et références ».
L'Équipe interdisciplinaire de recherche sur l'image satirique (ou EIRIS) est un groupe d'une soixantaine de chercheurs intéressés par l'image satirique et provenant de différents pays et différentes disciplines.
Cette équipe dirigée par Jean-Claude Gardes (professeur en études germanophones, UBO, Héritages et constructions dans le texte et l'image, HCTI) rassemble aujourd’hui des chercheurs allemands, américains, anglais, belges, brésiliens, canadiens, coréens, français, italiens, portugais appartenant à diverses disciplines (romanistique, germanistique, anglistique, histoire, philosophie, psychologie, histoire de l’art, sémiotique).

## Activités
La création en 1992 de l’EIRIS, rattachée à l’Équipe d’accueil « Héritages et Constructions dans le Texte et l'Image » (EA 4249) de l’université de Bretagne occidentale (UBO), s’est inscrite dans le contexte du renouveau de la recherche littéraire, historique ou esthétique sur les genres humoristiques et satiriques, trop longtemps considérés comme des genres mineurs.
L'EIRIS s'est fixé dès l'origine les objectifs suivants :
- analyser la genèse du rire, du sourire, des pleurs, des grincements de dents,…
- étudier le fonctionnement de la communication par le biais de l'image satirique en faisant appel à différents schémas d'analyse ;
- retracer l'histoire de la satire imagée ;
- évaluer l'influence de la satire imagée sur les cultures et les représentations collectives selon les époques.

Ses activités ciblent plus spécialement les axes de recherche suivants :
- analyse de l'image satirique,
- histoire de la satire imagée,
- image satirique et histoire des mentalités,
- rire et sourire,
- didactique et image satirique,
- le métier de caricaturiste,
- bibliographie.

### Réunions
L'équipe se réunit quatre fois par an pour des journées de travail à la Bibliothèque nationale de France (BnF), site Richelieu. Lors de ces journées, la matinée est réservée à des discussions portant sur des textes ou des documents relatifs à l'image satirique ; l'après-midi est consacrée quant à elle à la préparation des différentes activités de l’EIRIS (organisation de colloques internationaux, de journées d'études et d’expositions, publication d’ouvrages et de la revue Ridiculosa). La langue de travail est le français.

### Colloques et journées d'études
Près d'une quinzaine de colloques et de journées d'études ont été organisés depuis la création de l'EIRIS : 
- "L’Étranger dans l’image satirique", Poitiers (1993),
- "Humour graphique ", Paris (1996) en coopération avec CORHUM,
- "L’image satirique face à l’innovation", Nanterre (1996) –  Colloque publié dans  le n° 6 de la revue Recherches contemporaines. Texte intégral disponible sur la page suivante :
- "Textuel et visuel. Interconnexions entre textes et images satiriques", Limoges (1999),
- "Le rire des nations", Munich (2000),
- "Les animaux pour le dire", Limoges (2003),
- "Peinture et caricature", Brest (2004),
- "Stéréotypes nationaux et caricatures", Rio (2006),
- "Caricature et religion(s)", Brest (2008),
- "La langue dans laquelle on dessine", Montréal (2011),
- "Décrypter la presse satirique", Paris (2011), en coopération avec la BnF,
- "Caricature franco-britannique", Brest (2012),
- "Images de la crise dans le dessin de presse", Paris (2012), en coopération avec la BnF
- "La guerre des sexes dans le dessin de presse", Paris (2013), en coopération avec la BnF.
- "Les relations franco-allemandes dans la presse et les dessins de presse" , Limoges (2013)
- "Quand la peur se dessine avec humour", Paris (2015), en coopération avec la BnF
- "Satire visuelle et liberté d'expression", Paris (2016), en coopération avec la BnF
- "Années 60 - Hara Kiri": regards sur un art corrosif", Paris (2016), en coopération avec la BnF

### Publications

#### La revueRidiculosa
Chaque année, l'EIRIS publie, avec le concours de l'UBO, un numéro thématique de la revue Ridiculosa.
- Ridiculosa 1 : L’Affaire Dreyfus dans la caricature internationale (1994),
- Ridiculosa 2 : Eduard Fuchs (1995),
- Ridiculosa 3 : Pastiches et Parodies de tableaux de maîtres (1996),
- Ridiculosa 4 : Tyrannie, dictature et caricature (1997),
- Ridiculosa 5 : John Grand-Carteret (1998),
- Ridiculosa 6 : Textuel et visuel (1999),
- Ridiculosa 7 : Le rire des nations (2000),
- Ridiculosa 8 : Les procédés de déconstruction de l’adversaire (2001),
- Ridiculosa 9 : Jules Champfleury (2002),
- Ridiculosa 10 : Les animaux pour le dire (2003),
- Ridiculosa 11 : Peinture et caricature (2004),
- Ridiculosa 12 : Caricature et publicité (2005),
- Ridiculosa 13 : Caricature et sculpture (Alain Deligne et Solange Vernois dir., 2006),
- Ridiculosa 14 : Caricature(s) et modernité(s) (Alain Deligne et de Jean-Claude Gardes dir., 2007),
- Ridiculosa 15 : Caricature et religion(s), numéro spécial 600 p. (Guillaume Doizy et Jean-Claude Gardes dir., 2008),
- Ridiculosa 16 : Caricature et littérature (Marie Delépine, Margarethe Potocki et Alain Deligne dir., 2009),
- Ridiculosa 17 : Caricature et photographie (Laurence Danguy, Jean-Claude Gardes et Peter Ronge, dir., 2010),
- Ridiculosa 18 : Les revues satiriques françaises (Jean-Claude Gardes, Jacky Houdre et Alban Poirier, dir., 2011),
- Ridiculosa 19 : L’Angleterre et la France dans la caricature (Jean-Claude Gardes, Pascal Dupuy et Gaïd Girard, dir., 2012),
- Ridiculosa Hors-série : La presse satirique dans le monde (Jean-Claude Gardes et Angelika Schober, dir., 2013),
- Ridiculosa 20 : Naguère et aujourd'hui. La réception de la Première Guerre mondiale au cours d'un siècle d'images satiriques (Hélène Duccini et Walther Fekl, dir., 2014),
- Ridiculosa 21 : De la guerre des sexes à la "guerre du genre" dans la caricature (Stéphanie Danaux, Aline Dell'Orto et Alain Deligne, dir., 2014)
- Ridiculosa Hors série: Les relations franco-allemandes dans la presse et le dessin de presse (Angelika Schober, dir. 2015)
- Ridiculosa 22 : Quand la peur se dessine avec humour (Jean-Claude Gardes et Martine Mauvieux, dir?, 2015)
- Ridiculisa 23 : Caricature et liberté d'expression (Jean-Claude Gardes et Morgan Labar, dir., 2016)

#### Ouvrages
- Bibliographie française de l'image satirique, par Hélène Duccini (2008)[2] :

Cette bibliographie réunit plus de 2000 titres (monographies, articles et littérature grise dans une moindre mesure). Les monographies font l'objet de courtes notices descriptives. 
L'ouvrage, que l'on peut se procurer sous forme papier, est également consultable en version numérique à partir du site de l'EIRIS.
- Dessin de presse et Internet. Dessinateurs et internautes face à la mondialisation numérique, par Guillaume Doizy (2010)[3] :

Cet ouvrage interroge la façon dont le dessin de presse, après avoir brillamment vécu son "âge de papier", aborde l'ère du numérique. Il s'intéresse aux conséquences de cette nouvelle situation pour les dessinateurs et pour les lecteurs. 
L'ouvrage, que l'on peut se procurer sous forme papier, est également consultable en version numérique à partir du site de l'EIRIS. Il est aussi publié en ligne sur le site de l'auteur.

#### Le site internet
L'EIRIS s'est dotée d'un site internet trilingue (français-anglais-allemand) qui constitue l'un des plus importants portails sur l'image satirique dans l'espace francophone. Dirigé par Jean-Claude Gardes et Alban Poirier, ce site propose une rubrique Actualités où sont annoncés les colloques, journées d'études, expositions, publications, festivals, etc. Dans la rubrique L'image satirique, il offre, entre autres, un accès gratuit à de nombreux articles en ligne (tirés de la revue Ridiculosa, republications provenant d'autres revues ou travaux inédits, le plus souvent illustrés). La rubrique EIRIS annonce les réunions de l'équipe, en publie les comptes-rendus, dresse la liste de ses membres, etc. Le site consacre enfin une rubrique Liens utiles aux ressources iconographiques, aux sites de caricaturistes, de musées, de presse satirique, etc.